# Dentatisyllis inflata
Dentatisyllis inflata är en ringmaskart som först beskrevs av Marenzeller 1879.  Dentatisyllis inflata ingår i släktet Dentatisyllis och familjen Syllidae. Inga underarter finns listade i Catalogue of Life.